# Next To Nothing
Next To Nothing es el primer demo de la banda de post-hardcore, From First To Last. 
Grabado en 2001, publicado por Matt Good en internet. En ese entonces la banda se llamaba First Too Last y el sonido del demo es pop-punk, siendo muy diferente al futuro From First To Last.

## Historia
Matt Good, en la ciudad de Tampa, Florida, creó First too Last  en noviembre de 1999 con Scott Oord (bajo) y Parker Nelms (batería), este último fue reemplazado por Steve Pullman un año después. Al principio, Matt no quería tocar la guitarra, pero Scott lo convenció de que experimente. Luego de unos años de hacer pequeños shows en bares de Florida, los tres se juntaron en el garage de Matt Good a tocar y crear Next To Nothing.

## Lista de canciones
| N.º | Título          | Duración |  |
| 1.  | «Day By Day»    | 3:47     |  |
| 2.  | «17 Long Years» | 4:05     |  |
| 3.  | «The Beam»      | 2:27     |  |

Duración Total - 10:21

## Personal
First Too Last
- Matt Good - voz, guitarra líder
- Scott Oord - bajo
- Steve Pullman - batería